# Провулок Федьковича (Київ)
Прову́лок Федько́вича — провулок у Солом'янському районі міста Києва, місцевість Совки. Пролягає від вулиці Федьковича до Мостової вулиці.

## Історія
Провулок почав формуватися у 2-й половині 1930-х років, спочатку існував фактично як відгалуження майбутнього провулку Каменярів під назвою Шевченківський. Повноцінно сформований вже у 2-й половині 1940-х років під окремою назвою Нова вулиця. Сучасну назву отримав 1955 року, на честь українського письменника Юрія Федьковича.